# Городская клиническая больница скорой медицинской помощи (Минск)
Учреждение здравоохранения «Городская клиническая больница скорой медицинской помощи г. Минска» — минская клиническая больница скорой медицинской помощи.

## История
Больница на 850 коек приняла первого пациента 1 декабря 1978 года.
БСМП была объединена со станцией скорой медицинской помощи вплоть до 1988 года. 
Первым главным врачом ГК БСМП стал Кудлач Игорь Сильвестрович. Всего в истории больницы насчитывается 9 главных врачей. С 2023 эту должность занимает Светлицкая Ольга Ивановна. 
На 2024 год коечный фонд больницы включает 1055 коек, 124 из них – койки реанимационных отделений и блоков интенсивной терапии. На 12 этажах больницы дислоцируется 42 отделения 17 из которых - параклинические и вспомогательные отделения. А осталье 25 - госпитальные отделения.

## Руководство
Главный врач — Светлицкая Ольга Ивановна. 
Заместитель главного врача по медицинской части - Манкевич Евгений Иванович. 
Главная медицинская сестра - Ермолович Людмила Александровна. 